# Julia Chinn
Julia Chinn (Condado de Scott, Kentucky; c. 1790-Kentucky, julio de 1833) fue una mujer esclava y gerente de plantación estadounidense, quien también fue la esposa en unión de hecho de Richard Mentor Johnson, noveno vicepresidente de los Estados Unidos.

## Biografía

### Primeros años
Chinn nació esclava en el Condado de Scott, Kentucky. Su fecha exacta de nacimiento se desconoce, según la historiadora Amrita Myers, sin embargo, la tradición de la familia Johnson la ubica en el año 1790. Sin embargo, Myers también registra que «los exesclavos de los Johnson dicen que Julia solo tenía quince o dieciséis años cuando nació su primera hija». Esto haría el año de nacimiento 1796 o 1797. Sin embargo, se reconoce que fue criada y educada en la casa de su dueño, Richard Mentor Johnson, por la madre de Johnson, Jemima Suggett Johnson. Según la historiadora Christina Snyder, la tradición oral local sostenía que su madre se llamaba Henrietta y también fue esclava de la familia Johnson.
Poco se sabe sobre la vida de Chinn en el hogar, pero para 1811 ella y Johnson tenían una relación sexual. Los puntos de vista personales de Chinn no han sobrevivido en el registro histórico, pero no era raro que los dueños coaccionaran a las mujeres esclavizadas a tener relaciones sexuales en ese momento. En 2021, The Washington Post escribió sobre el tema: «como mujer esclava, Chinn no podía consentir en una relación». Su primera hija, Adaline Chinn Johnson, nació en 1812, y unos años más tarde, nació su segunda hija, Imogene Chinn Johnson. Según la ley en ese momento, el matrimonio interracial estaba prohibido y Johnson no tenía la obligación de reconocer la responsabilidad por sus hijos y los de Chinn. Sin embargo, insistió en que sus hijas tomaran su nombre. También insistió en que fueran educadas en la Academia Chocktaw que estableció. En 1815, el padre de Johnson murió y heredó legalmente a Chinn, a quien exteriormente, e inusualmente para el período, trató como su esposa.

### Plantación Blue Springs
Johnson representó a Kentucky en la Cámara de Representantes, lo que significó muchas ausencias de su hogar y de los negocios en su propiedad. Mientras estuvo fuera, Chinn estuvo a cargo, no solo de la casa, sino de la plantación en general. Ella manejaba todos los asuntos comerciales y los trabajadores de la propiedad debían obedecerla, un acto muy inusual ya que era una mujer esclava, por orden de Johnson. Cartas de Johnson muestran que instruyó a sus empleados blancos a obedecer a Chinn también.
Está claro que si bien Johnson era el propietario de la plantación Blue Springs, era Chinn quien estaba a cargo de su administración. Esto incluía supervisar a los trabajadores esclavizados, supervisar la casa y el jardín, la taberna de su granja, los molinos, así como planificar el entretenimiento y la hospitalidad, que era parte de la vida política de su esposo y garantizar la educación de sus hijos. Según los informes, tocaba muy bien el piano.
Chinn también era responsable de los presupuestos y las líneas de crédito del patrimonio y esencialmente trabajó como administrador del patrimonio de Johnson, así como su esposa. Fue reconocida como usuaria autorizada de sus cuentas, estableciendo líneas de crédito para pagar bienes a su nombre. También era responsable del efectivo que Johnson retiraba cada año antes de partir hacia Washington para su carrera política. Este dinero se utilizó para pagar a los trabajadores blancos de la finca, incluidos los profesores de la Academia Chocktaw. Como mujer esclava, esta relación monetaria en particular la conectó con el mundo del comercio de formas que eran inusuales para alguien de su género y origen en ese momento. En su papel de gerente de la plantación, Chinn también pudo mejorar la vida de su familia extendida: su hermano Daniel y sus hijos trabajaban en la casa. Sin embargo, no se podía garantizar su seguridad y en 1821 Johnson hipotecó a Daniel y su esposa, para recaudar dinero para pagar deudas.
Sin embargo, no todos en la plantación recibieron con agrado la supervisión de Chinn: cuando ella estaba a cargo, muchos de los trabajadores de campo esclavos faltaron al trabajo o rechazaron sus tareas. Ella pidió que los vecinos varones azotaran a los hombres resistentes, pero ninguno estuvo de acuerdo.

### Academia Chocktaw
En 1825, Johnson abrió una escuela para niños nativos estadounidenses, que estaba ubicada en su propiedad de Blue Springs. Chinn no solo se encargaba de la gestión de la escuela y del pago de sus profesores, mientras Johnson estaba fuera, sino que también actuaba como enfermera. Sin embargo, los estudiantes nativos estadounidenses que pagaban no respetaban a Chinn ya que ella informó sobre su comportamiento a Johnson y los maestros de la escuela.

### Vida posterior
En 1833 hubo un brote de cólera en la Academia, parte de una epidemia regional de cólera. Chinn cuidó a muchos de los niños y finalmente contrajo la enfermedad ella misma. Murió en julio de 1833. Se desconoce el paradero de su tumba. Después de la muerte de Chinn, sus hijas, como hijas de una mujer esclavizada, técnicamente también eran esclavas de su marido. Sin embargo, aunque nunca liberó a Chinn, Johnson liberó a su hija sobreviviente.

## Legado

An affecting scene in Kentucky («Una escena conmovedora en Kentucky»): caricatura racista de Henry R. Robinson que representa a Johnson, Chinn y sus hijas. Nótese que se exageran las características raciales de las mujeres.

Durante su vida, Chinn trabajó duro para actuar apropiadamente para ser la esposa de un político. Cuando el Marqués de La Fayette visitó la plantación, Chinn ayudó a organizar entretenimiento en su honor, tanto en la granja como en todo el condado. Esto implicó un alto grado de organización, tanto de la propiedad de la que era responsable, como de la gestión de las relaciones con la sociedad política blanca del vecindario.
Sin embargo, la carrera de Johnson en el Senado terminó en 1828, ya que no fue reelegido para su escaño en Kentucky. Esto se debió en parte a su relación con Chinn, que se temía dañaría por asociación la reputación del futuro presidente, Andrew Jackson, con quien Johnson esperaba postularse. Si bien el sexo interracial era común, se esperaba que las relaciones interraciales estuvieran ocultas, algo que Johnson se negó a hacer.
Después de la muerte de Chinn, Johnson se postuló una vez más para la vicepresidencia y fue elegido, junto con el octavo presidente de los Estados Unidos, Martin Van Buren. Sin embargo, durante la campaña se publicaron numerosas caricaturas y diatribas que desacreditaron a Johnson debido a la relación que tenía con Chinn y sus dos hijas. En una caricatura, fechada en 1836, Johnson presenta a sus dos hijas, una de las cuales sostiene una foto de Chinn y una de las leyendas dice: «When I read the scurrilous attacks in the Newspapers on the Mother of my Children, pardon me, my friends if I give way to feelings!!! My dear Girls, bring me your Mother's picture, that I may show it to my friends here» («Cuando leí los ataques difamatorios en los periódicos a la madre de mis hijos, ¡perdóneme, amigos míos, si cedo a los sentimientos! Queridas muchachas, tráiganme la foto de su madre, para que pueda mostrársela a mis amigos de aquí»). En la caricatura, se realza la piel negra de Chinn y sus hijas; dado que la propia Chinn supuestamente tenía solo un bisabuelo negro, es probable que su piel fuera mucho más pálida de lo que se muestra en la imagen. Asimismo, se enfatiza su 'otredad' cuando se la representa con un turbante.

## Historiografía
No quedan registros escritos por Chinn o sus dos hijas. La historiadora Amrita Myers cree que los hermanos de Johnson destruyeron gran parte de su archivo después de su muerte por dos razones: la primera, para desheredar a sus hijas, a quienes nombró beneficiarias en su testamento; en segundo lugar, que estaban avergonzados de su relación con Chinn.
En 2020 se planteó una discusión en el Condado de Johnson en Iowa, sobre si el condado debería ser renombrado, eliminando su asociación con Richard Mentor Johnson. Las razones dadas incluyeron el asesinato masivo de nativos estadounidenses por parte de Johnson y su propiedad de esclavos, incluida Chinn, reconociendo que, apenas teniendo registros que reflejen la propia experiencia de Chinn, no se puede saber hasta qué punto ella estaba en una relación con él por su propia voluntad.